# Лисково
Лисково (рус. Лысково) град је у Русији у Нижњеновгородској области. Према попису становништва из 2010. у граду је живело 21880 становника.

## Становништво
| 1939.  | 1959.  | 1970.  | 1979.  | 1989.  | 2002.  | 2010.  |
| ------ | ------ | ------ | ------ | ------ | ------ | ------ |
| 11.160 | 16.167 | 21.429 | 24.335 | 25.029 | 23.901 | 21.880 |